# 雲海玉弓緣 (無綫電視劇集)
《雲海玉弓緣》（英語：Lofty Waters Verdant Bow），香港無綫電視翡翠台清裝武俠電視劇，改編自梁羽生同名小說，於2002年12月30日至2003年1月24日期間於首播，全劇共20集，由林峯、葉璇及李彩樺領銜主演，監製張乾文。

## 演員表

### 丐幫
| 演員   | 角色   | 關係／暱稱 |
| 林 峯  | 金世遺 | 世遺哥、世遺哥哥、師父仔、金少俠、金大哥、金幫主 丐幫幫主 厲勝男、谷之華及李沁梅之傾慕對象 厲勝男之夫 獨龍尊者之徒弟 江南之師父 |
| 歐瑞偉 | 翼仲牟 | 翼幫主 前丐幫幫主 後被西門牧野指使的董嘯天等丐幫叛徒毒害，並毒發身亡 臨終前把打狗棒及打狗棒法傳授於金世遺，並要其繼任幫主一位   |
| 郭政鴻 | 郭正   | 郭副幫主 丐幫副幫主 助金世遺揭發丐幫叛徒                                                                                        |
| 曾偉權 | 董嘯天 | 董副幫主 前丐幫副幫主 丐幫叛徒 毒害翼幫主一事被揭發後被孟神通救走，後投靠孟神通                                                 |
| 陳國邦 | 江南   | 光頭仔 丐幫無袋長老 曾為江湖騙子 金世遺之徒弟 傾慕李沁梅                                                                        |

### 清廷
| 演員   | 角色     | 關係／暱稱 |
| 葉 璇  | 厲勝男   | 勝男、厲姑娘、妖女 血滴子殺手 傾慕金世遺 金世遺之妻 谷之華之情敵 西門牧野之部下 幼年時因被孟神通覬覦家族武功秘笈，慘遭其滅門 |
| 楊家洛 | 西門牧野 | 西門大人、主公 朝廷大臣 主要職責為打壓武林，令各派內訌                                                                       |
| 鄭子誠 | 乾隆帝   | 皇上 |

### 邙山派
| 演員   | 角色   | 關係／暱稱                                                                      |
| 李彩華 | 谷之華 | 之華、谷姑娘 呂四娘之關門弟子 傾慕金世遺 厲勝男之情敵 孟神通之女 曾與曹錦兒不和 |
| 袁彩雲 | 曹錦兒 | 曹掌門 邙山派掌門 谷之華之師姐 姬曉風之傾慕對象 曾針對谷之華                    |
| 白 茵  | 呂四娘 | 邙山派前掌門 臨終前傳位於谷之華                                                 |
| 馬小靈 |        | 邙山派弟子                                                                      |

### 孟家堡
| 演員   | 角色   | 關係／暱稱                                |
| 高 雄  | 孟神通 | 孟堡主 武林大魔頭 谷之華之父 厲勝男之仇人 |
| 許紹雄 | 姬曉風 | 千手神偷 孟神通之部下 傾慕曹錦兒          |
| 陳榮峻 | 陽赤符 | 孟神通之部下                              |

### 振鷹鏢局
| 演員   | 角色   | 關係／暱稱                                                                      |
| 羅敏莊 | 李沁梅 | 沁梅、李姑娘 李鷹及馮琳之女 梁亮康之師妹 江南之傾慕對象 鍾展之表妹 曾傾慕金世遺 |
| 張兆輝 | 李 鷹  | 李總鏢頭 振鷹鏢局總鏢頭 天山派弟子 李沁梅之父 馮琳之夫                          |
| 馮曉文 | 馮 琳  | 天山派弟子 李沁梅之母 李鷹之妻                                                  |
| 敖嘉年 | 梁亮康 | 娘娘腔 李沁梅之師兄                                                             |

### 其他演員
- 駱應鈞 飾 毒龍尊者
- 劉永健 飾 鍾　展
- 邱萬城 飾 滅法和尚
- 王俊棠 飾 厲昐歸
- 夏　萍 飾 英
- 吳卓羲 飾 朱金春
- 周家怡 飾 天香樓老闆娘

## 收視
以下為本劇於香港無綫電視翡翠台之收視紀錄：
| 週次 | 集數  | 平均收視 | 最高收視 |
| 1    | 01-05 | 29點     |          |
| 2    | 06-10 | 28點     |          |
| 3    | 11-15 | 30點     |          |
| 4    | 16-20 | 32點     |          |

## 外部連結
- 無綫電視官方網頁 - 雲海玉弓緣
- 蝶之居-翡翠劇場
- 豆瓣电影上《雲海玉弓緣》的資料 （简体中文）

## 相關
| 上一套： 齊天大聖孫悟空 11月11日—12月27日 | 上一套： 齊天大聖孫悟空 11月11日—12月27日 | 上一套： 齊天大聖孫悟空 11月11日—12月27日 | 翡翠台第一綫劇集（2002—2003） 雲海玉弓緣 12月30日—1月24日 | 翡翠台第一綫劇集（2002—2003） 雲海玉弓緣 12月30日—1月24日 | 翡翠台第一綫劇集（2002—2003） 雲海玉弓緣 12月30日—1月24日 | 下一套： 九五至尊 2003年1月27日— | 下一套： 九五至尊 2003年1月27日— | 下一套： 九五至尊 2003年1月27日— |